# 替代公理
在公理化集合论和使用它的逻辑、数学和计算机科学分支中，替代公理模式（英語：axiom schema of replacement）是策梅洛-弗兰克尔集合论（ZFC）的一个公理模式，它本质上断言一个集合在一个映射（泛函谓词）下的像也是一个集合。它对于构造特定的大集合是必需的。

## 陈述
假定 P 是一个雙变量谓词，对于任何集合 x 有一个唯一的集合 y 使 P(x,y) 成立。接着我们可以形成一个單变量的泛函谓词 F，使得 F(x) = y 当且仅当 P(x,y)。
替代公理声称，给定一个集合 A，我们可以找到一个集合 B，它的成员完全是 F 在 A 的成员上的值。注意对于每个这樣的谓词 P 都有一个相對應的公理；所以，这是一个公理模式。
在 Zermelo-Fraenkel 公理的形式语言中，这个公理模式读做：
{\displaystyle (\forall x,\exists !\,y:P(x,y))\rightarrow \forall A,\exists B,\forall y:y\in B\iff \exists x\in A:P(x,y)}
换句话说，
如果给定任何集合 x，有一个唯一的集合 y 使得 P 对 x 和 y 成立，那么给定任何集合 A，有着一个集合 B 使得，给定任何集合 y，y 是 B 的一个成员，当且仅当有是 A 的成员的一个集合 x 使得 P 对于 x 和 y 成立。
如果允许在公理模式中使用导出的泛函谓词，则这个公理模式可以写为：
{\displaystyle \forall A,\exists B,\forall y:y\in B\iff \exists x\in A:y=F(x)}
对于每个导出的單变量的泛函谓词 F；
换句话说：
给定任何集合 A，有一个集合 B 使得，给定任何集合 y，y 是 B 的成员，当且仅当有是 A 的成员的一个集合 x 使得 y 等于 F 在 x 上的值。
通過外延公理可知这个集合 B 是唯一的。我们称这个集合 B 为 A 在 F 下的像，并指示它为 F(A) 或（使用集合建構式符号形式）{F(x):x∈A}。
有时引用这个公理不带唯一性要求：
{\displaystyle \forall A(\forall x\in A,\exists y:P(x,y))\rightarrow \exists B,\forall x\in A,\exists y\in B:P(x,y)}
就是说，谓词 P 不被限制为泛函的：要应用它于一个集合 A，只需存在至少一个元素 y 对应于 A 的每个元素 x 就可以了；y 对每个 x 是唯一的不是必需的。在这种情况下，被断言存在的像集合 B 将为 A 的每个 x 包含至少一个这样的 y，不保证只包含唯一的一个。
有时陈述这个公理不对谓词加任何限制：
{\displaystyle \forall A,\exists B,\forall x\in A:((\exists y:P(x,y))\rightarrow \exists y\in B:P(x,y))}
就是说，根本不要求 P 把集合 A 的一个元素映射到任何對象。但是如果对于 A 的一个元素 x 有至少一个 y 对应于它，则像集合 B 将包含至少一个这样的 y。
這個不對謂詞作限制的公理，也叫做有界公理或搜集公理，看似比原先的替代公理更強，但是这两个版本都可以从替代公理推导出来。另一方面，任何泛函谓词都是谓词，所以有界公理也蕴涵替代公理，因此两个公理是等价的（在給定了其他 Zermelo-Fraenkel 公理的情況下）。

## 应用例子
序数 ω·2 = ω + ω（使用冯·诺伊曼的现代定义）是第一个不使用替代公理就不能构造的序数。无穷公理断言无限序列 ω = {0, 1 ,2 ,...} 的存在，也只断言了这个序列。我們希望定义 ω·2 为序列 {ω, ω + 1, ω + 2,...}，但是一般的序数的类不一定是集合（例如，所有序数的类不是集合）。替代公理允许你把在 ω 中每个有限数 n 替代为对应的 ω + n，并保证替代所得的类是集合。注意你可以轻易地构造序同構于 ω·2 的良序集合而不需用到替代公理：取 ω 的两个复件的不交并，然后設第二个复件大于第一个便可。但這樣所得的集合並不是一个序数，因为它在屬於關係下不是一個全序。
顯然，若要確保可以指派一個序數給任意的良序集合，也要用到替代公理。类似地，若要確保可以指派一個基數給任意集合（冯·诺伊曼基数指派），我們也需要替代公理，以及选择公理。
所有的可数的极限序数的構造也要求替代公理，就像 ω·2 的构造那樣。較大的序数則不那么直接地依赖于替代公理。例如 ω1 是第一个不可数序数，可以构造如下：由全體可数良序組成的集合，會是 ℘(N×N) 的一個子集，這點通过分离公理和幂集公理可知（在 A 上的关系是 A×A 的一个子集，因此是幂集 ℘(A×A) 的一个元素。关系的集合因此是 ℘(A×A) 的子集）。把每个良序集合替代为它的序数。这是可数序数 ω1 的集合，它自身可以被证明是不可数的。这个构造使用了替代公理两次；第一次确保对每个良序集合的一个序数指派，第二次把良序集合替代为其對應的序数。这是哈特格斯引理的特殊情况，而一般情况可以类似证明。
不带替代公理但帶选择公理的ZC集合论不足以证明博雷爾集是确定的；为此你需要替代公理。

## 历史和哲学
多数可以应用替代公理的应用实际上不需要它。例如，假设 f 是从集合 S 到集合 T 的函数。接着我们可以构造一个泛函谓词 F 使得在 x 是 S 的成员的时候有 F(x) = f(x)，在其他时候隨意设 F(x) 為某個對象（這裡的指派方式不要緊）。然後，给定 S 的一个子集 A，应用替代公理模式于 F，构造子集 A 在函数 f 下的像 f(A) 为 {\displaystyle \{F(x):x\in A\}}（或表示为 F(A)）。但是这里实际上不需要替代公理，因为 f(A) 是 T 的子集，所以我们可以使用分类公理模式来构造这个像为集合 {\displaystyle \{y\in T:\exists x\in A,y=f(x)\}}。一般的说，當 F 在 A 的成员上的值都属于某个预先构造的集合 T 时，使用分类公理就足够了；只在不能获得这样的 T 的时候，才需要替代公理，比如定义在真类的子集上的運算。
按某些哲学家的說法，在上述例子中最好应用分类公理于集合 T，因为分类公理在逻辑上弱于替代公理。实际上，在普通数学中不需要替代公理，只是需要它作為特定公理化集合论的特征。例如，你需要替代公理来从 ω·2 向上构造冯·诺伊曼序数，而冯·诺伊曼序数对特定集合论的结果是必需的。在良序集合的理论就足够应用的情況下，你不需要用替代公理构造这些序数。對於某些鑽研数学基础的数学家，特别是那些專注於类型论而非集合論的人，他們或認為这个公理在各種意義上都是不需要的，因此在其工作中不包括这个公理（以及其相對應的类型论版本）。通常在基于 拓撲斯 理论建造的基础理論上，都難以表达出替代公理，所以一般不包括它。然而，替代公理的争论不在于有人認為它的推论必然是假的（如选择公理的争论）；只是有部分人認為它是没有必要的。
替代公理模式不是 恩斯特·策梅洛 在 1908年所公理化的集合论（Z）的一部分；它由 亞伯拉罕·弗蘭克爾 在 1922 年引入，從而得到了现代的 Zermelo-Fraenkel 集合论 (ZF)。陶拉爾夫·斯科倫 在同一年晚些时候独立的发现了这个公理，实际上我们今天使用的公理列表是Skolem的最终版本—通常不提及他的贡献是因为每个单独的公理都是 Zermelo 或 Fraenkel 早先发现的。从证明论的观点看，增加替代公理形成了很大的差异；把这个公理模式加進Zermelo 公理使系统在逻辑上更强，允许你证明更多的陈述。特别是，在ZF 中你可以通过构造冯·诺伊曼全集 Vω2 为模型，证明 Z 的相容性。（当然，哥德尔第二不完备定理表明这两个理论都不能证明自身的相容性，如果它自身是相容的。）